# 祈り/涙の壁
『祈り／涙の壁』(いのり／なみだのかべ)は、森友嵐士のメジャー2枚目のシングル。

## 内容
約半年ぶりにリリースされた2度目の両A面シングルであるが、ジャケットでのタイトルは「祈り」のみの表記となっている。「祈り」のプロモーションビデオには復活後に森友の知り合いとなった行定勲が監督を担当しており、岩佐真悠子が出演している。1枚目のアルバム「オレのバラッド」先行シングル。

## 批評
CDジャーナルは「必死に自分を奮い立たせていく想いを、壊れる一歩手前の感情で歌いあげていく。あえて気持ちを堪えたさまを打ち出したことで、破裂しそうな彼の心模様がリアルさを増して響いてきた」と評した。

## 収録曲
1. 祈り
作詞・作曲：森友嵐士　編曲：近田潔人
2. 涙の壁
作詞・作曲：森友嵐士　編曲：近田潔人